# Garvăn
Garvăn es una localidad rumana de la comuna de Jijila, en el condado de Tulcea.

## Historia
Hacia comienzos del siglo XX, la localidad, que ya por entonces pertenecía al condado de Tulcea, formaba parte de la comuna de Văcăreni y tenía contabilizada una población de 312 habitantes, todos rumanos.
En la segunda mitad del siglo XX la localidad había pasado a formar parte de la comuna de Jijila. En el censo de 2021 la localidad tenía una población de 1157 habitantes.